# Freestyle-Skiing-Juniorenweltmeisterschaften 2017
Die 11. FIS Freestyle-Skiing-Juniorenweltmeisterschaften fanden am 26. März 2017 in Crans-Montana und vom 3. bis zum 7. April 2017 in Chiesa in Valmalenco statt. Ausgetragen wurden Wettkämpfe im Moguls, Dual Moguls, Aerials, Skicross, Halfpipe und Slopestyle.

## Medaillenspiegel
| Platz | Land                   | Gold | Silber | Bronze | Gesamt |
| ----- | ---------------------- | ---- | ------ | ------ | ------ |
| 1     | Vereinigte Staaten     | 3    | 3      | 4      | 10     |
| 2     | Estland                | 2    | -      | -      | 2      |
| 3     | Schweden               | 1    | 3      | 2      | 6      |
| 4     | Russland               | 1    | 1      | 2      | 4      |
| 5     | Belarus                | 1    | 1      | -      | 2      |
| 6     | Schweiz                | 1    | -      | 1      | 2      |
| 7     | Finnland               | 1    | -      | -      | 1      |
| 7     | Japan                  | 1    | -      | -      | 1      |
| 7     | Deutschland            | 1    | -      | -      | 1      |
| 10    | Vereinigtes Königreich | -    | 2      | -      | 2      |
| 11    | Kanada                 | -    | 1      | 1      | 2      |
| 12    | Norwegen               | -    | 1      | -      | 1      |
| 13    | Volksrepublik China    | -    | -      | 2      | 2      |
|       | Gesamt                 | 12   | 12     | 12     | 36     |

## Ergebnisse Frauen

### Aerials
| Platz | Land                | Sportlerin       |
| ----- | ------------------- | ---------------- |
| 1     | Russland            | Ljubow Nikitina  |
| 2     | Vereinigte Staaten  | Winter Vinecki   |
| 3     | Volksrepublik China | Shao Qi          |
| 4     | Russland            | Alexandra Orlowa |
| 5     | Vereinigte Staaten  | Tyra Izor        |
| 6     | Kasachstan          | Ayana Zholdas    |
| 7     | Kasachstan          | Marzhan Akzhigit |
| 8     | Japan               | Iori Usui        |
| 9     | Schweiz             | Alexandra Bär    |
| 10    | Volksrepublik China | Yan Ting         |

Datum: 3. April 2017

Es waren 18 Teilnehmerinnen am Start.

Weitere Teilnehmerinnen aus deutschsprachigen Ländern:

 Emma Weiß: 13. Platz

 Carol Bouvard: 15. Platz

### Moguls
| Platz | Land                   | Sportlerin                  |
| ----- | ---------------------- | --------------------------- |
| 1     | Vereinigte Staaten     | Trudy Mickel                |
| 2     | Russland               | Anastassija Smirnowa        |
| 3     | Vereinigte Staaten     | Olivia Giaccio              |
| 4     | Vereinigtes Königreich | Makayla Gerken Schofield    |
| 5     | Norwegen               | Nora Lodoen                 |
| 6     | Kanada                 | Laurianne Desmarais-Gilbert |
| 7     | Kasachstan             | Ayaulum Amrenova            |
| 8     | Kanada                 | Berkley Brown               |
| 9     | Finnland               | Riikka Voutilainen          |
| 10    | Kanada                 | Sofiane Gagnon              |

Datum: 4. April 2017

Es waren 24 Teilnehmerinnen am Start.

Weitere Teilnehmerinnen aus deutschsprachigen Ländern:

 Sophie Weese: 15. Platz

 Lena Mayer: 17. Platz

 Hanna Weese: 21. Platz

### Dual Moguls
| Platz | Land               | Sportlerin           |
| ----- | ------------------ | -------------------- |
| 1     | Vereinigte Staaten | Olivia Giaccio       |
| 2     | Norwegen           | Nora Lodoen          |
| 3     | Russland           | Anastassija Smirnowa |
| 4     | Kanada             | Berkley Brown        |
| 5     | Vereinigte Staaten | Trudy Mickel         |
| 6     | Kanada             | Sofiane Gagnon       |
| 7     | Russland           | Yelizaveta Bezgodova |
| 8     | Vereinigte Staaten | Hannah Soar          |

Datum: 5. April 2017

Es waren 23 Teilnehmerinnen am Start.

Weitere Teilnehmerinnen aus deutschsprachigen Ländern:

 Lena Mayer: 17. Platz

 Sophie Weese: 21. Platz

 Hanna Weese: 23. Platz

### Skicross
| Platz | Land        | Sportlerin            |
| ----- | ----------- | --------------------- |
| 1     | Schweden    | Sandra Näslund        |
| 2     | Schweden    | Lisa Andersson        |
| 3     | Kanada      | Alexa Velcic          |
| 4     | Schweden    | Alexandra Edebo       |
| 5     | Deutschland | Celia Funkler         |
| 6     | Schweiz     | Talina Gantenbein     |
| 7     | Russland    | Victoria Zavadovskaya |
| 8     | Kanada      | Zoe Chore             |
| 9     | Russland    | Ekaterina Artiuk      |
| 10    | Schweiz     | Zoe Cheli             |

Datum: 7. April 2017

Es waren 23 Teilnehmerinnen am Start.

### Halfpipe
| Platz | Land               | Sportlerin        |
| ----- | ------------------ | ----------------- |
| 1     | Estland            | Kelly Sildaru     |
| 2     | Vereinigte Staaten | Svea Irving       |
| 3     | Russland           | Walerija Demidowa |
| 4     | Südkorea           | Jang Yu-jin       |
| 5     | Russland           | Polina Agntseva   |
| 6     | Vereinigte Staaten | Brynn Wedlake     |
| 7     | Vereinigte Staaten | Nikita Rubocki    |
| 8     | Vereinigte Staaten | Hanna Blackwell   |

Datum: 26. März 2017

Es waren acht Teilnehmerinnen am Start.

### Slopestyle
| Platz | Land               | Sportlerin            |
| ----- | ------------------ | --------------------- |
| 1     | Estland            | Kelly Sildaru         |
| 2     | Schweden           | Jennie-Lee Burmansson |
| 3     | Vereinigte Staaten | Caroline Claire       |
| 4     | Vereinigte Staaten | Marin Hamill          |
| 5     | Finnland           | Anni Kärävä           |
| 6     | Frankreich         | Lou Barin             |
| 7     | Russland           | Anastassija Tatalina  |
| 8     | Russland           | Lana Prussakowa       |

Datum: 6. April 2017

Es waren 17 Teilnehmerinnen am Start.

Weitere Teilnehmerinnen aus deutschsprachigen Ländern:

 Lara Wolf: 10. Platz

## Ergebnisse Männer

### Aerials
| Platz | Land                | Sportler              |
| ----- | ------------------- | --------------------- |
| 1     | Belarus             | Dzmitry Mazurkevich   |
| 2     | Belarus             | Pawel Dsik            |
| 3     | Volksrepublik China | Sun Jiaxu             |
| 4     | Volksrepublik China | Li Zhonglin           |
| 5     | Russland            | Maxim Burow           |
| 6     | Schweiz             | Noé Roth              |
| 7     | Vereinigte Staaten  | Patrick O’Flynn       |
| 8     | Kanada              | Felix Cormier-Boucher |
| 9     | Volksrepublik China | Song Pengfei          |
| 10    | Vereinigte Staaten  | Wesley Perry          |

Datum: 3. April 2017

Es waren 22 Teilnehmer am Start.

Weitere Teilnehmer aus deutschsprachigen Ländern:

 Pirmin Werner: 13. Platz

 Andrin Schädler: 21. Platz

### Moguls
| Platz | Land                   | Sportler                |
| ----- | ---------------------- | ----------------------- |
| 1     | Vereinigte Staaten     | Jack Kariotis           |
| 2     | Vereinigtes Königreich | Thomas Gerken Schofield |
| 3     | Schweden               | Loke Nilsson            |
| 4     | Russland               | Andrei Makhnev          |
| 5     | Vereinigte Staaten     | Jesse Andringa          |
| 6     | Schweden               | Walter Wallberg         |
| 7     | Kanada                 | Daniel Tanner           |
| 8     | Frankreich             | Thibaud Mouille         |
| 9     | Vereinigte Staaten     | Abe Studler             |
| 10    | Finnland               | Miska Mustonen          |

Datum: 4. April 2017

Es waren 39 Teilnehmer am Start.

Weitere Teilnehmer aus deutschsprachigen Ländern:

 Giacomo Papa: 19. Platz

 Adrian Schlegel: 26. Platz

 David Bohner: 34. Platz

### Dual Moguls
| Platz | Land                   | Sportler                |
| ----- | ---------------------- | ----------------------- |
| 1     | Finnland               | Riku Vuoitilainen       |
| 2     | Vereinigtes Königreich | Thomas Gerken Schofield |
| 3     | Vereinigte Staaten     | Jack Kariotis           |
| 4     | Schweden               | Walter Wallberg         |
| 5     | Kanada                 | Ryan Portello           |
| 6     | Kanada                 | Daniel Tanner           |
| 7     | Schweden               | Oskar Elofsson          |
| 8     | Frankreich             | Thibaud Mouille         |

Datum: 5. April 2017

Es waren 39 Teilnehmer am Start.

Weitere Teilnehmer aus deutschsprachigen Ländern:

 Giacomo Papa: 20. Platz

 Adrian Schlegel: 24. Platz

 David Bohner: 30. Platz

### Skicross
| Platz | Land        | Sportler                  |
| ----- | ----------- | ------------------------- |
| 1     | Deutschland | Florian Wilmsmann         |
| 2     | Kanada      | Zach Belczyk              |
| 3     | Schweden    | Erik Mobärg               |
| 4     | Frankreich  | Youri Duplessis Kergomard |
| 5     | Russland    | Kirill Gladkov            |
| 6     | Russland    | Artem Nabiulin            |
| 7     | Kanada      | Reece Howden              |
| 8     | Deutschland | Cornel Renn               |
| 9     | Deutschland | Johannes Denner           |
| 10    | Österreich  | Sandro Siebenhofer        |

Datum: 7. April 2017

Es waren 51 Teilnehmer am Start.

Weitere Teilnehmer aus deutschsprachigen Ländern:

 Fabian Huber: 12. Platz

 Enrico Fromm: 18. Platz

 Marcel Illmaier: 24. Platz

 Philippe Lymann: 26. Platz

 Noah Käch: 29. Platz

 Tobias Baur: 31. Platz

 Oliver Vierthaler: 39. Platz

### Halfpipe
| Platz | Land               | Sportler          |
| ----- | ------------------ | ----------------- |
| 1     | Schweiz            | Rafael Kreienbühl |
| 2     | Vereinigte Staaten | Samson Schuiling  |
| 3     | Schweiz            | Robin Briguet     |
| 4     | Vereinigte Staaten | Jaxin Hoerter     |
| 5     | Vereinigte Staaten | Cassidy Jarrell   |
| 6     | Russland           | Roman Egorov      |
| 7     | Vereinigte Staaten | Dylan Ladd        |
| 8     | Schweiz            | Kim Gubser        |

Datum: 26. März 2017

Es waren zehn Teilnehmer am Start.

Weitere Teilnehmer aus deutschsprachigen Ländern:

 Mario Grob: 10. Platz

### Slopestyle
| Platz | Land               | Sportler              |
| ----- | ------------------ | --------------------- |
| 1     | Japan              | Taisei Yamamoto       |
| 2     | Schweden           | Oliwer Magnusson      |
| 3     | Vereinigte Staaten | Ryan Stevenson        |
| 4     | Finnland           | Joona Sipola          |
| 5     | Norwegen           | Trym Sunde Andreassen |
| 6     | Schweden           | Maximilian Sellbeck   |
| 7     | Italien            | Jonas Seiwald         |
| 8     | Vereinigte Staaten | Kieman Fagan          |
| 9     | Schweiz            | Kim Gubser            |
| 10    | Norwegen           | Sebastian Schjerve    |

Datum: 6. April 2017

Es waren 43 Teilnehmer am Start.

Weitere Teilnehmer aus deutschsprachigen Ländern:

 Nicola Bolinger: 12. Platz

 Sebastian Mall: 15. Platz

 Hannes Rudigier: 17. Platz

 Fabio Doberauer: 18. Platz

 Lukas Schlickenrieder: 19. Platz

 Josef Steger: 21. Platz

 David Zehentner: 26. Platz

 Jakob Geßner: 29. Platz

 Vito Backhausen: 30. Platz